# Gonatocerus nigricornis
Gonatocerus nigricornis är en stekelart som beskrevs av Girault 1917. Gonatocerus nigricornis ingår i släktet Gonatocerus och familjen dvärgsteklar.
Artens utbredningsområde är Tanzania. Inga underarter finns listade i Catalogue of Life.